# Synagogue de Bitche
La synagogue de Bitche se situe dans la commune française de Bitche et le département de la Moselle.

## Histoire

### Essor de la communauté juive de Bitche
Le siège de 1870 et le développement économique qui en résulta entraîna une forte immigration juive, dont la communauté développa le commerce local. Venue des villages de l'Alsace du nord et de l'Allemagne, et plus spécialement des villages de Wœrth, de Westhoffen, de Colmar, de Herrlisheim et de Diemeringen, cette nouvelle communauté développa alors le commerce par des magasins de vêtements, de tissus, de chaussures et aussi par le commerce du bétail. Pendant la période de l'annexion allemande de 1871 à 1918, les écoliers israélites de Bitche ont eu à choisir entre les écoles catholique ou protestante.

### Fondation de la synagogue en 1884
Dès que le quorum nécessaire de dix personnes de sexe masculin fut atteint, les Juifs bitchois créèrent une institution religieuse en ouvrant une synagogue le 1er avril 1884 dans la maison Meinke, rue Teyssier. Il s'agit d'une maison datant de la première moitié du XIXe siècle, transformée en 1938-1940. Ce n'est qu'en 1905 que la communauté bénéficia d'une petite synagogue qui fait partie de l'ancienne enceinte fortifée de la ville et est située dans la rue de Sarreguemines, à proximité de la poste actuelle. Peu avant la Seconde Guerre mondiale, Bitche comptait encore vingt-cinq familles juives dans ses murs. Par manque de fidèles israélites dans la région, la synagogue ne sert plus au culte de nos jours. L'édifice est inscrit à l'Inventaire topographique de la région Lorraine.